# Grigori Denissenko
Grigori Gueorguievitch Denissenko - en russe : Григорий Георгиевич Денисенко et en anglais : Grigori Denisenko - (né le 24 juin 2000 à Novossibirsk en Russie) est un joueur professionnel russe de hockey sur glace. Il évolue à la position d'ailier gauche.

## Biographie
Denissenko a joué son hockey junior avec le Loko Iaroslavl dans la MHL, une filiale du Lokomotiv Iaroslavl. Il entame sa carrière professionnelle lors des séries de la KHL 2018 avec le Lokomotiv. Il dispute seulement 4 matchs avant d'être cédé au Loko, mais permet néanmoins à la formation junior de remporter le championnat de la MHL. 
Denissenko est classé au 7e rang chez les patineurs internationaux dans le classement final de la Centrale de recrutement de la LNH à l'aube du repêchage d'entrée dans la LNH 2018. Le 22 juin 2018, il est repêché au 1er tour, 15e au total, par les Panthers de la Floride.
En 2020-2021, il part en Amérique du Nord et est assigné au Crunch de Syracuse, club ferme des Panthers dans la Ligue américaine de hockey. Le 6 mars 2021, il joue son premier match dans la Ligue nationale de hockey avec les Panthers face aux Predators de Nashville. 

## Statistiques

### En club
| Saison     | Équipe                      | Ligue      |    | Saison régulière | Saison régulière | Saison régulière | Saison régulière | Saison régulière |   | Séries éliminatoires | Séries éliminatoires | Séries éliminatoires | Séries éliminatoires | Séries éliminatoires |
| Saison     | Équipe                      | Ligue      | PJ | B                | A                | Pts              | Pun              | PJ               | B | A                    | Pts                  | Pun                  |                      |                      |
| 2016-2017  | Loko Iaroslavl              | MHL        | 28 | 9                | 13               | 22               | 59               | 4                | 0 | 0                    | 0                    | 0                    |                      |                      |
| 2017-2018  | Loko Iaroslavl              | MHL        | 31 | 9                | 13               | 22               | 30               | 12               | 5 | 2                    | 7                    | 8                    |                      |                      |
| 2017-2018  | Lokomotiv Iaroslavl         | KHL        | -  | -                | -                | -                | -                | 4                | 0 | 0                    | 0                    | 0                    |                      |                      |
| 2018-2019  | Lokomotiv Iaroslavl         | KHL        | 25 | 4                | 2                | 6                | 58               | 6                | 0 | 3                    | 3                    | 2                    |                      |                      |
| 2018-2019  | Lada Togliatti              | VHL        | 6  | 1                | 2                | 3                | 4                | -                | - | -                    | -                    | -                    |                      |                      |
| 2018-2019  | Loko Iaroslavl              | MHL        | 4  | 1                | 2                | 3                | 0                | 13               | 6 | 2                    | 8                    | 12                   |                      |                      |
| 2019-2020  | Lokomotiv Iaroslavl         | KHL        | 38 | 6                | 6                | 12               | 8                | 6                | 1 | 0                    | 1                    | 0                    |                      |                      |
| 2020-2021  | Crunch de Syracuse          | LAH        | 15 | 5                | 4                | 9                | 2                | -                | - | -                    | -                    | -                    |                      |                      |
| 2020-2021  | Panthers de la Floride      | LNH        | 7  | 0                | 4                | 4                | 2                | -                | - | -                    | -                    | -                    |                      |                      |
| 2021-2022  | Panthers de la Floride      | LNH        | 1  | 0                | 0                | 0                | 2                | -                | - | -                    | -                    | -                    |                      |                      |
| 2021-2022  | Checkers de Charlotte       | LAH        | 30 | 9                | 9                | 18               | 8                | -                | - | -                    | -                    | -                    |                      |                      |
| 2022-2023  | Panthers de la Floride      | LNH        | 18 | 0                | 3                | 3                | 4                | 1                | 0 | 0                    | 0                    | 0                    |                      |                      |
| 2022-2023  | Checkers de Charlotte       | LAH        | 56 | 12               | 24               | 36               | 39               | 4                | 0 | 0                    | 0                    | 6                    |                      |                      |
| 2023-2024  | Golden Knights de Vegas     | LNH        | 6  | 0                | 0                | 0                | 2                | -                | - | -                    | -                    | -                    |                      |                      |
| 2023-2024  | Silver Knights de Henderson | LAH        | 65 | 20               | 36               | 56               | 50               | -                | - | -                    | -                    | -                    |                      |                      |
| Totaux LNH | Totaux LNH                  | Totaux LNH | 32 | 0                | 7                | 7                | 10               | 1                | 0 | 0                    | 0                    | 0                    |                      |                      |

### En équipe nationale
| Année | Compétition                 |   | PJ | B | A | Pts | Pun | +/-                |  | Résultat |
| 2016  | Défi mondial -17 ans        | 6 | 1  | 3 | 4 | 10  |     | Médaille de bronze |  |          |
| 2017  | Ivan Hlinka -18 ans         | 1 | 0  | 0 | 0 | 12  |     | 4e place           |  |          |
| 2019  | Championnat du monde junior | 7 | 4  | 5 | 9 | 4   | +3  | Médaille de bronze |  |          |
| 2020  | Championnat du monde junior | 7 | 3  | 6 | 9 | 8   | +4  | Médaille d'argent  |  |          |